# Vida de Apolonio de Tiana

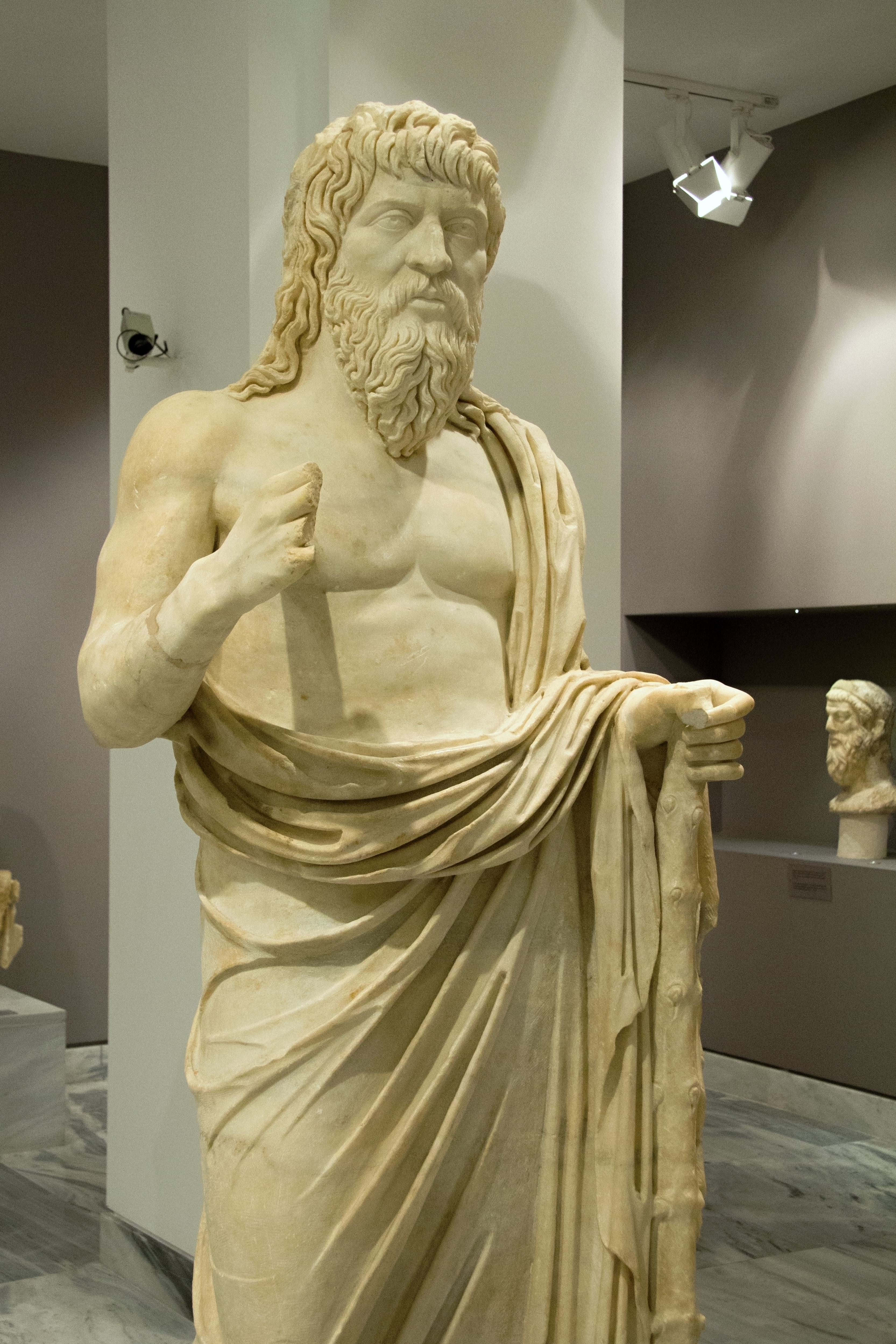
Un filósofo vagabundo, probablemente representando a Apolonio de Tiana, quién vivió una parte de su vida en Creta y murió allí. Encontrado en Gortina (siglo II tardío), ahora en el Museo Arqueológico de Heraklion, Creta.

La Vida de Apolonio de Tiana es un texto en ocho libros escrito en griego por Filóstrato de Atenas (c. 170–c. 245). Explica la historia de Apolonio de Tiana (c. 3 a. C. – c. 97 d.c.), un filósofo pitagórico y maestro.

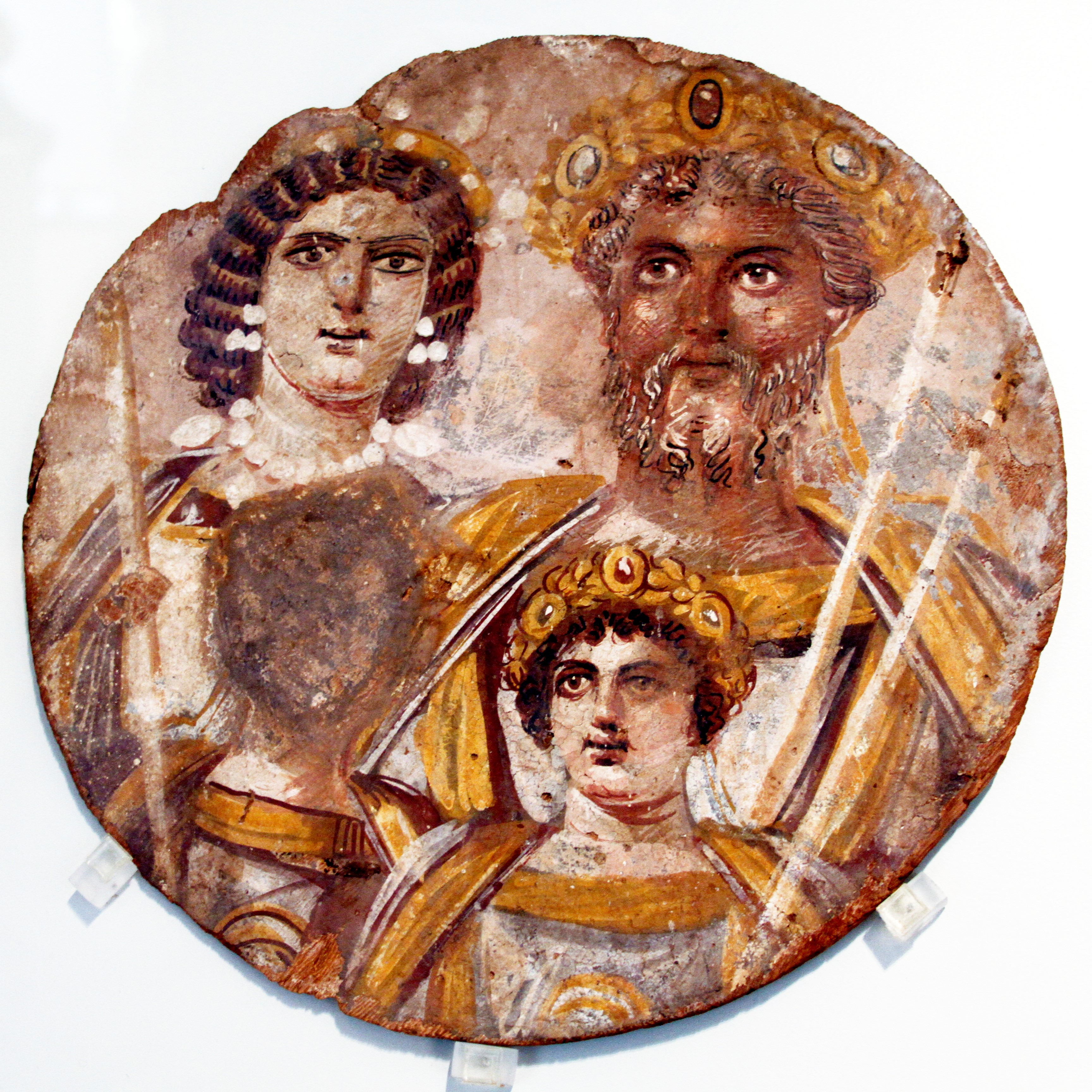
La familia imperial: Julia Domna, Septimio Severo, sus hijos Caracalla y Geta (borrado después de su asesinato). Pintura del Tondo Severiano realizada en Egipto alrededor de 201, Museo de Berlín

## Génesis y naturaleza de la obra
Filóstrato probablemente compuso esta Vida entre el 217, año de la muerte de la Emperatriz Julia Domna, quien probablemente le había encargado la obra, y su propia muerte alrededor del 245.
La Vida de Apolonio de Tiana es presentada por su autor como una verdadera biografía dedicada al filósofo Apolonio de Tiana: Filóstrato dice haber hecho un trabajo de historiador y cita sus fuentes al comienzo de su obra. Sin embargo, muchos episodios de una naturaleza fantástica o incluso maravillosa, parecen ser solo inventos. Además, los procesos narrativos empleados y las vicisitudes de Apolonio son una reminiscencia de las novelas griegas como las de Aquiles Tacio o Heliodoro. Por lo tanto, es posible que Filóstrato hiciera ficción conscientemente, pero escenificó su texto como una verdadera biografía, como era común hacer al comienzo de la ficción en la antigüedad. Por todas estas razones, hoy en día se considera que la Vida de Apolonio de Tiana contiene una gran parte de ficción, incluso si sigue siendo utilizable como documento histórico ... con mucha distancia. Pierre Grimal incluye este texto en su edición de novelas griegas y latinas en la Biblioteca de la Pléyade.

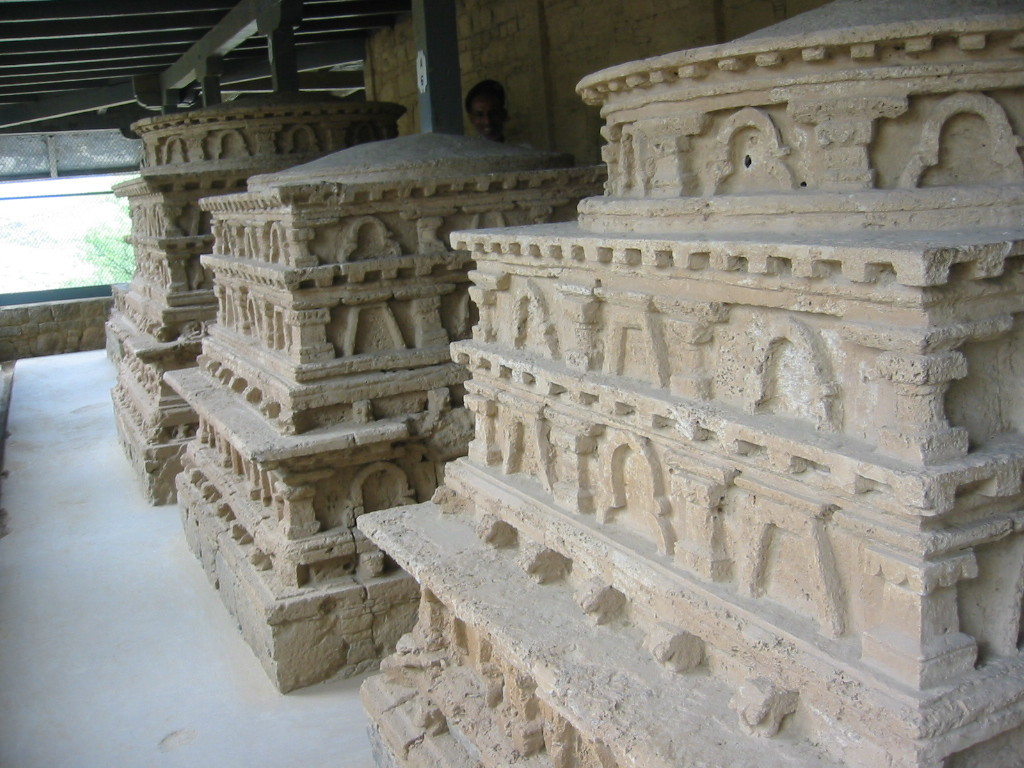
Taxila Pakistán, ruinas de la ciudad visitada por Apolonio

Si la Vida de Apolonio está más cerca de la novela, por la naturaleza ficticia de muchas de sus vicisitudes y los procesos narrativos que despliega, no es, sin embargo, una novela griega propiamente dicha, porque no tiene por sujeto una la intriga de amor, sino la vida ascética de un filósofo presentado como un "hombre divino" (theios aner) y un hacedor de milagros. Es una hagiografía pagana elogiando a Apolonio, una historia de viajes por los episodios que establece, y una novela griega por sus procesos (una posible ficción organizada como una historia real) y el sabor del exotismo del que testifica. La Vida de Apolonio de Tiana es una de las fuentes más importantes que tenemos sobre el carácter de Apolonio de Tiana y un valioso documento sobre la religiosidad antigua en los primeros siglos de nuestra era.

## Estructura
La vida de Apolonio de Tiana se divide en ocho libros. La edición de Chassang en 1862 les da los siguientes títulos:
1. Libro I: Juventud de Apolonio. estancia en Babilonia en casa del rey Vardanes.
2. Libro II: Viaje a la India: estancia en la India en casa del rey Phraotes
3. Libro III: Viaje a la India: brahmanes y su líder Iarchas.
4. Libro IV: Apolonio en Jonia, Grecia y Roma. Nerón persigue a los filósofos.
5. Libro V: Apolonio en España. De regreso a Grecia. Viaje a Egipto. Relaciones con Vespasiano.
6. Libro VI: Viaje a Etiopía. Los Gymnosofistas. Relaciones con Tito. Final de los viajes de Apolonio.
7. Libro VII: Apolonio perseguido por Domiciano.
8. Libro VIII: Apolonio en la corte de Domiciano. Nuevos viajes. Desaparece bajo Nerva.

## Contenido

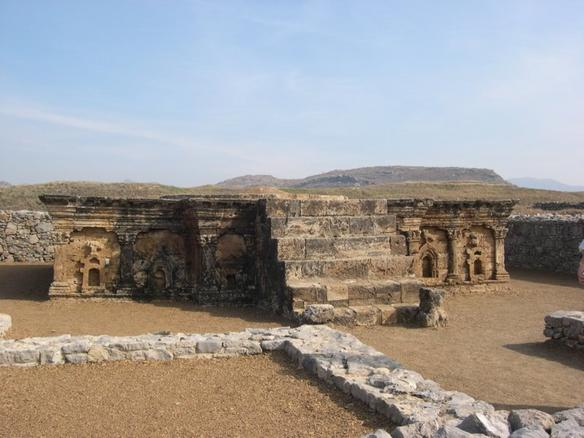
Base de una estupa en Sirkap, decorada con frentes de templos hindú, budista y griego.

El libro describe los viajes de Apolonio a Italia, Hispania, Nubia, Mesopotamia e India. Algunos estudiosos lo ven una ficción, y piensan que Apolonio probablemente nunca visitó cualquiera de estos países, sino que paso su vida entera en el Este del Imperio Romano.
Según Filóstrato, su libro se basa en una multiplicidad de fuentes:
- Un libro sobre la juventud de Apolonio, escrito por Máximo de Tiro
- Unas memorias escritas por un discípulo de Apolonio, Damis.
- La "Memorabilia de Apolonio de Tiana, mago y filósofo", escrita por Merágenes, aunque Filóstrato considera que la fuente es bastante poco fiable.
- Su conocimiento local de ciudades como Éfeso, Tiana, Tiro y Antioquía.

El viaje hacia el este de Apolonio se describe en el Libro I. Apolonio recibe del rey parto Vardanes (40-47) un salvoconducto al gobernante parto, Phraotes, en la India:
Y con eso, les mostró una carta, escrita a tal efecto, y esto les dio la oportunidad de maravillarse ante la humanidad y la previsión de Vardanes. Porque había dirigido la carta en cuestión al sátrapa del Indo, aunque no estaba sujeto a su dominio; y en él le recordaba el buen servicio que le había prestado, pero declaró que no pediría ninguna recompensa por lo mismo, "porque", dijo, "no es mi costumbre pedir una devolución de favores". Pero dijo que estaría muy agradecido si podía dar la bienvenida a Apolonio y enviarlo a donde quisiera ir. Y le había dado oro al guía, de modo que, en caso de que encontrara a Apolonio en la necesidad de usarlo, se lo diera y lo salvara de buscar la generosidad de cualquier otra persona.
- Libro II: 17
La descripción de la visita de Apolonio a la India se hace en el Libro II, y particularmente la visita a la ciudad de Taxila, descrita en los capítulos 20 a 24. Describe construcciones de tipo griego en Taxila, probablemente refiriéndose a Sirkap:
Taxila, nos dicen, es casi tan grande como Nínive, y fue fortificada bastante bien a la manera de las ciudades griegas. Ya he descrito la forma en que la ciudad está amurallada, pero dicen que se dividió en estrechas calles de la misma manera irregular que en Atenas, y que las casas fueron construidas de tal manera que si las miras desde el exterior tenían una sola planta, mientras que si te metías en una de ellas, de inmediato encontrabas cámaras subterráneas que se extendían tan abajo del nivel de la tierra como las cámaras de arriba.
- Libro II: 23
También explica que el rey indo-parto de Taxila, llamado Phraotes, habla griego con fluidez, un idioma en el que había sido educado en el exilio en el este, más allá del río Beas:
Dime, oh rey, cómo adquiriste ese dominio de la lengua griega y de dónde sacaste todos tus logros filosóficos en este lugar.
- Libro II: 29
Mi padre, después de una educación griega, me llevó a los sabios a una edad algo temprana tal vez, porque yo solo tenía doce años en ese momento, pero ellos me criaron como a su propio hijo; como para cualquiera que admita conocer la lengua griega que les gusta especialmente, porque consideran que en virtud de la similitud de su disposición ya se pertenece a sí mismos.
- Libro II: 31

## Ediciones
- Philostratus: The Life of Apollonius of Tyana, trans. F.C. Conybeare, vol. 1 (Books I-IV) and 2 (Books V-VIII), Harvard University Press, Cambridge (Mass.) 1911 (Loeb Classical Library no. 16 and no. 17), ISBN 0-674-99018-8 and ISBN 0-674-99019-6 (Greek text and English translation)
- Philostratus: The Life of Apollonius of Tyana, ed. Christopher P. Jones, vol. 1 (Books I-IV) and 2 (Books V-VIII), Harvard University Press, Cambridge (Mass.) 2005 (Loeb Classical Library no. 16 and no. 17), ISBN 0-674-99613-5 and ISBN 0-674-99614-3 (Greek text and English translation)